# عبد الله بن محمد الفيصل
عبد الله بن محمد الفيصل مدير جامعة الملك سعود في الفترة (1416 هـ / 1995 - 1428 هـ / 2007).

## النشأة والتعليم
ولد عبد الله بن محمد بن عبد الله الفيصل في عودة سدير عام 1364 هـ الموافق 1945، ثم حصل على بكالوريوس العلوم الشرعية من كلية الشريعة بالرياض عام 1388 هـ الموافق 1968، حصل بعدها على بكالوريوس في المحاسبة وإدارة الأعمال من كلية التجارة جامعة الملك سعود عام 1389 هـ الموافق 1969، ثم حصل على شهادة الماجستير في المحاسبة من جامعة يوتاه بالولايات المتحدة الأمريكية عام 1973، ثم حصل على الدكتوراه في المحاسبة وإدارة الأعمال تخصص رئيسي محاسبة، وتخصص فرعي تمويل وتسويق دولي من جامعة أوكلاهوما عام 1979.

## أعماله
عمل الفيصل أستاذًا مساعدًا في كلية العلوم الإدارية جامعة الملك سعود عام 1399 هـ، وشغل منصب مدير مركز البحوث بكلية العلوم الإدارية بين الفترة من عام 1401 هـ حتى عام 1402 هـ، وعمل نائبًا لمدير البنك السعودي البريطاني (معارًا من الجامعة) خلال الفترة من عام 1402 هـ حتى عام 1404 هـ، ثم عين رئيسًا لقسم المحاسبة بكلية العلوم الإدارية ومن عام 1405 هـ حتى عام 1407 هـ، ومن عام 1409 هـ حتى عام 1411 هـ، عين عميداً لكلية العلوم الإدارية بجامعة الملك سعود من عام 1413 هـ وحتى عام 1416 هـ.

## جامعة الملك سعود
شغل الفيصل مدير جامعة الملك سعود في الفترة (1416 هـ / 1995 - 1428 هـ / 2007)، وخلال فترة إدارته قام بإنشاء معهد الملك عبد الله للبحوث والدراسات الاستشارية، ومركز الملك فهد لأمراض وجراحة القلب بالجامعة، كذلك تم إنشاء عمادة البحث العلمي، ومركز الوثائق بالجامعة، وإدارة أملاك الجامعة، وقام بإنشاء ثمان كليات بالجامعة، وكليات المجتمع، كما تم في عهده إنشاء العديد من الأقسام الأكاديمية والجمعيات العلمية، و استحداث عدد من برامج الماجستير والدكتوراه والدبلومات في مختلف التخصصات والكليات، و برامج زمالة جامعة الملك سعود في سبعة من التخصصات الطبية، وقام بتحويل فرع الجامعة بالقصيم إلى جامعة مستقلة بمسمى جامعة القصيم، وكذلك دمج فرع الجامعة بأبها مع فرع جامعة الإمام محمد بن سعود ليصبحا جامعة مستقلة بمسمى جامعة الملك خالد.